# Audace Roma
CS Audace Roma – włoski klub piłkarski, mający swoją siedzibę w stolicy kraju - Rzymie.

## Historia
Chronologia nazw:
- 1901: Audace Club Podistico
- 1912: Società Polisportiva Audace-Esperia - po fuzji z Esperia Roma
- 1926: klub rozwiązano - po fuzji z Alba Roma, w wyniku czego powstał Alba-Audace Roma

Piłkarski klub Audace Club Podistico został założony w Rzymie  15 października 1901 roku. W 1912 klub połączył się z Esperia Roma i jako Audace-Esperia startował w Prima Categoria (Esperia uczestniczyła w sezonie 1911/12 w Campionato romano III Categoria). Sezon zakończył na trzecim miejscu. W następnym sezonie był czwartym w Sezione laziale, a w sezonie 1914/15 zakończył rozgrywki znów na 3.pozycji. Po przerwie związanej z I wojną światową w 1919 reaktywował swoją działalność. W sezonie 1919/20 zajął najpierw drugie miejsce w Sezione laziale, a potem był drugim w grupie B w rundzie półfinałów międzyregionalnych. Sezon 1920/21 zakończył na 5.pozycji w Sezione laziale. W 1921 powstał drugi związek piłkarski C.C.I., w związku z czym mistrzostwa prowadzone osobno dla dwóch federacji. W sezonie 1921/22 startował w Prima Divisione Lega Sud (pod patronatem C.C.I.), zajmując spadkowe 7.miejsce w grupie Laziale. W 1922 po kompromisie Colombo mistrzostwa obu federacji zostały połączone, w związku z czym klub został zakwalifikowany do Seconda Divisione Lega Sud, gdzie w sezonie 1922/23 zajął drugie miejsce w grupie laziale. W sezonie 1923/24 zwyciężył w grupie laziale i zdobył promocję do Prima Divisione. W sezonie 1924/25 był czwartym grupie laziale Prima Divisione. W następnym sezonie ponownie był czwartym, po czym połączył się na stałe z Alba Roma i przyjął nazwę Alba-Audace Roma, który 22 lipca 1927 roku po fuzji z Fortitudo Pro Roma i FBC Roma założył klub AS Roma.
Klub sportowy, który nadal istnieje pod nazwą A.S. Audace w 2001 roku obchodził sto lat istnienia. Obecnie funkcjonują głównie sekcje boksu i sztuk walki (judo i aikido).

## Sukcesy

### Trofea międzynarodowe
Nie uczestniczył w rozgrywkach europejskich (stan na 31-12-2016).

### Trofea krajowe
| \| \| Zdobyte trofea w rozgrywkach Włoch (stan na: 31-05-2017) \| |                                                          |      |                                     |
| Rozgrywki                                                         | Osiągnięcie                                              | Razy | Sezon(y)                            |
| · Mistrzostwo                                                     | I miejsce                                                | 0    |                                     |
| · Mistrzostwo                                                     | II miejsce                                               | 0    |                                     |
| · Mistrzostwo                                                     | III miejsce                                              | 0    |                                     |
| · Mistrzostwo                                                     | 2.miejsce                                                | 1    | 1919/20 (Semifinali interregionali) |
| · Puchar                                                          | zdobywca                                                 | 0    |                                     |
| · Puchar                                                          | finalista                                                | 0    |                                     |
| II liga                                                           | I miejsce                                                | 1    | 1923/24 (grupa laziale)             |
| II liga                                                           | II miejsce                                               | 1    | 1922/23 (grupa laziale)             |
| II liga                                                           | III miejsce                                              | 0    |                                     |
| Włochy                                                            | Zdobyte trofea w rozgrywkach Włoch (stan na: 31-05-2017) |      |                                     |

## Stadion
Klub rozgrywał swoje mecze domowe na stadionie Motovelodromo Appio w Rzymie, który może pomieścić 1000 widzów.